# Твелл, Стефани
Стефани Эйприл «Стеф» Твелл (англ. Stephanie April «Steph» Twell; род. 17 августа 1989, Колчестер, Великобритания) — британская легкоатлетка, специализирующаяся в беге на средние и длинные дистанции и в кроссе. Бронзовый призёр чемпионата Европы 2016 года в беге на 5000 метров. Чемпионка мира среди юниоров в беге на 1500 метров (2008). Многократная чемпионка Европы среди взрослых, молодёжи и юниоров в кроссе. Четырёхкратная чемпионка Великобритании. Участница летних Олимпийских игр 2008 и 2016 годов.

## Биография
Старт легкоатлетической карьеры Стефани получился ярким. В 16 лет она дебютировала на чемпионате Европы по кроссу в юниорском забеге, финишировав на седьмом месте и выиграв золото в командном первенстве. В следующие три года на этом турнире она неизменно побеждала среди девушек до 20 лет как в индивидуальном зачёте, так и в командном, доведя число побед на континентальном первенстве до семи.
На беговой дорожке лучшие результаты показывала на дистанции 1500 метров. В 2007 году Твелл стала серебряным призёром юниорского чемпионата Европы, а через год на мировом первенстве в этой возрастной категории выиграла золото, опередив в финале эфиопку Калькидан Гезань.
Благодаря личному рекорду 4.05,83, установленному на этапе Золотой лиги в Париже, выполнила необходимый норматив и в 18 лет поехала на Олимпийские игры в Пекин. В столице Китая Стефани выступила в свою силу, став шестой в предварительном забеге со временем 4.06,68 и не пробившись в финал. По итогам года она получила награду «Восходящая звезда европейской лёгкой атлетики» от континентальной федерации.
После перехода в молодёжную категорию в 2009 году добавила ещё два командных золота в свою коллекцию наград с чемпионатов Европы по кроссу.
После провального выступления на чемпионате мира 2009 года на дистанции 1500 метров (37-е место в предварительных забегах) провела удачный 2010 год, когда установила личный рекорд в финале чемпионата Европы (4.02,70 и пятое место), а затем выиграла бронзовую медаль Игр Содружества. В беге на 5000 метров установила новый рекорд Шотландии — 14.54,08.
Из-за травмы ноги была вынуждена пропустить домашние Олимпийские игры в Лондоне. После возвращения сконцентрировалась на дистанции 5000 метров, параллельно продолжая занимать призовые места на европейских кроссовых первенствах: на счету Стефани три золота и два серебра в командном зачёте. Лучшее личное место — шестое в 2015 и 2016 годах.
В 2015 году Твелл квалифицировалась в беге на 5000 метров на чемпионат мира, где заняла 12-е место.
Стала шестой в беге на 3000 метров на чемпионате мира в помещении в 2016 году. В летнем сезоне участвовала в чемпионате Европы и завоевала там бронзовую медаль на дистанции 5000 метров, уступив только натурализованным африканкам Ясемин Джан и Мераф Бахте.
На Олимпийских играх в Рио-де-Жанейро финишировала восьмой в своём предварительном забеге и не смогла пробиться в финал.

## Основные результаты
| Год  | Турнир                                    | Место проведения               | Дисциплина     | Место       | Результат |
| ---- | ----------------------------------------- | ------------------------------ | -------------- | ----------- | --------- |
| 2005 | Чемпионат мира по кроссу среди юниоров    | Сен-Гальмье, Франция           | кросс 6,153 км | 60-е        | 23.23     |
| 2005 | Европейский юношеский фестиваль           | Линьяно-Саббьядоро, Италия     | 1500 м         | 5-е         | 4.29,91   |
| 2005 | Чемпионат Европы по кроссу среди юниоров  | Тилбург, Нидерланды            | кросс 4,83 км  | 7-е         | 15.45     |
| 2006 | Чемпионат мира по кроссу среди юниоров    | Фукуока, Япония                | кросс 6 км     | 30-е        | 21.14     |
| 2006 | Чемпионат мира среди юниоров              | Пекин, Китай                   | 1500 м         | 8-е         | 4.16,58   |
| 2006 | Чемпионат Европы по кроссу среди юниоров  | Сан-Джорджо-су-Леньяно, Италия | кросс 4,1 км   | 1-е         | 12.33     |
| 2007 | Чемпионат Европы среди юниоров            | Хенгело, Нидерланды            | 1500 м         | 2-е         | 4.16,03   |
| 2007 | Чемпионат Европы по кроссу среди юниоров  | Торо, Испания                  | кросс 4,2 км   | 1-е         | 14.12     |
| 2008 | Чемпионат мира среди юниоров              | Быдгощ, Польша                 | 1500 м         | 1-е         | 4.15,09   |
| 2008 | Олимпийские игры                          | Пекин, Китай                   | 1500 м         | 11-е (заб.) | 4.06,68   |
| 2008 | Всемирный легкоатлетический финал         | Штутгарт, Германия             | 3000 м         | 7-е         | 8.50,89   |
| 2008 | Чемпионат Европы по кроссу среди юниоров  | Брюссель, Бельгия              | кросс 4 км     | 1-е         | 13.28     |
| 2009 | Чемпионат мира по кроссу                  | Амман, Иордания                | кросс 8 км     | 38-е        | 28.46     |
| 2009 | Командный чемпионат Европы                | Лейрия, Португалия             | 3000 м         | 4-е         | 9.09,65   |
| 2009 | Чемпионат мира                            | Берлин, Германия               | 1500 м         | 37-е (заб.) | 4.18,23   |
| 2009 | Чемпионат Европы по кроссу среди молодёжи | Дублин, Ирландия               | кросс 6,039 км | 11-е        | 21.42     |
| 2010 | Чемпионат мира по кроссу                  | Быдгощ, Польша                 | кросс 7,759 км | 23-е        | 26.11     |
| 2010 | Чемпионат Европы                          | Барселона, Испания             | 1500 м         | 5-е         | 4.02,70   |
| 2010 | Игры Содружества                          | Дели, Индия                    | 1500 м         | 3-е         | 4.06,15   |
| 2010 | Игры Содружества                          | Дели, Индия                    | 5000 м         | 4-е         | 16.03,91  |
| 2010 | Чемпионат Европы по кроссу                | Албуфейра, Португалия          | кросс 8,17 км  | 20-е        | 27.57     |
| 2011 | Чемпионат Европы по кроссу среди молодёжи | Веленье, Словения              | кросс 6 км     | 4-е         | 20.03     |
| 2013 | Чемпионат мира по кроссу                  | Быдгощ, Польша                 | кросс 8 км     | 40-е        | 25.58     |
| 2013 | Чемпионат Европы по кроссу                | Белград, Сербия                | кросс 8,05 км  | 15-е        | 27.27     |
| 2014 | Игры Содружества                          | Глазго, Великобритания         | 5000 м         | 14-е        | 16.30,66  |
| 2014 | Чемпионат Европы по кроссу                | Самоков, Болгария              | кросс 7,782 км | 7-е         | 29.07     |
| 2015 | Чемпионат мира                            | Пекин, Китай                   | 5000 м         | 12-е        | 15.26,24  |
| 2015 | Чемпионат Европы по кроссу                | Йер, Франция                   | кросс 8,087 км | 6-е         | 26.08     |
| 2016 | Чемпионат мира в помещении                | Портленд, США                  | 3000 м         | 6-е         | 9.00,38   |
| 2016 | Чемпионат Европы                          | Амстердам, Нидерланды          | 5000 м         | 3-е         | 15.20,70  |
| 2016 | Олимпийские игры                          | Рио-де-Жанейро, Бразилия       | 5000 м         | 16-е (заб.) | 15.25,90  |
| 2016 | Чемпионат Европы по кроссу                | Кья, Италия                    | кросс 7,97 км  | 6-е         | 25.40     |